# Licuala bidentata
Licuala bidentata är en enhjärtbladig växtart som beskrevs av Odoardo Beccari. Licuala bidentata ingår i släktet Licuala och familjen Arecaceae. Inga underarter finns listade i Catalogue of Life.